# Вільям Веріті
Келвін Вільям Веріті-молодший (англ. Calvin William Verity Jr.; нар. 26 січня 1917, Мідлтаун, Огайо — пом. 3 січня 2007, Бофорт, Південна Кароліна) —  американський бізнесмен і державний діяч, міністр торгівлі США (1987–1989).

## Біографія
У 1939 р. закінчив економічний факультет Єльського університету зі ступенем бакалавра економіки. Потім працював у заснованій його дідом сталеливарній компанії AK Steel Holding. З початком Другої світової війни — в американських ВМС, служив на Тихоокеанському флоті, демобілізувався у званні лейтенанта.
У 1946 р. повернувся до Armco, де займав різні посади, перш ніж у 1964 р. стати першим віце-президентом, а у 1971 р. — головою Ради директорів. У 1982 р. він залишає компанію.
З 1981 року — голова американської Торгово-промислової палати, у тому ж році стає керівником президентської міжпартійної робочої групи з підтримки ініціатив у приватному секторі. У 1979–1984 рр. — заступник голови Ради по торговим відносинам з СРСР.
У 1987–1989 рр. — Міністр торгівлі США. На цій посаді заснував Зал торгової слави (Commerce Hall of Fame) і керування комерційної діяльності у сфері космонавтики, завданням якого було розширення комерційного використання космічного простору.